# Jerry A. Hausman
Jerry Allen Hausman (Weirton, Virginia Occidental, 5 de mayo de 1946) es profesor de Economía en el Instituto de Tecnología de Massachusetts  y es un economista especializado en econometría. Ha publicado artículos influyentes numerosos en microeconometría. Hausman ganó la Medalla John Bates Clark en 1985.
Es conocido por la prueba Durbin-Wu-Hausman. Estudió la Licenciatura en la Universidad de Brown (summa cum laude) en 1968, y su doctorado en la Universidad de Oxford con la tesis Theoretical and empirical aspects of vintage capital models.

## Publicaciones
- Hausman, Jerry A.; Griliches, Zvi (1986). «Errors in Variables in Panel Data». Journal of Econometrics 31 (1): 93-118. doi:10.1016/0304-4076(86)90058-8.
- Hausman, Jerry A.; McFadden, Daniel (1984). «Specification Tests for the Multinomial Logit Model». Econometrica 52 (5): 1219-1240. doi:10.2307/1910997.
- Hausman, Jerry A.; Taylor, William E. (1981). «Panel Data and Unobservable Individual Effects». Econometrica 49 (6): 1377-1398. doi:10.2307/1911406.
- Hausman, Jerry A. (1978). «Specification Tests in Econometrics». Econometrica 46 (6): 1251-1271. doi:10.2307/1913827.